# Поддубки (Бурашевское сельское поселение)
Поддубки — деревня в Калининском районе Тверской области. Входит в состав Бурашевского сельского поселения.

## География
Деревня находится в юго-восточной части Тверской области на расстоянии приблизительно 18 км на юг по прямой от города Тверь.

## История
Деревня была отмечена на карте 1825 года как Поддубье. В 1859 году здесь (деревня Тверского уезда Тверской губернии) было учтено 28 дворов. В 1941 году отмечено 14 дворов.

## Население
Численность населения: 219 человек (1859 год), 43 (русские 95 %) в 2002 году, 27 в 2010.